# Glypta munda
Glypta munda är en stekelart som beskrevs av Dasch 1988. Glypta munda ingår i släktet Glypta och familjen brokparasitsteklar. Inga underarter finns listade i Catalogue of Life.